# Svaz arabského Maghrebu
Svaz arabského Maghrebu (arabsky: اتحاد المغرب العربي) je oblastním politickým uskupením sdružujícím 5 států severozápadní Afriky.
Ve druhé polovině 80. let se v Maghrebu se objevily náznaky usmíření Maroka a Alžírska po dvanáctiletém konfliktu. V červnu 1988 byla uspořádána konference pěti severoafrických zemí (Alžírsko, Maroko, Mauritánie, Tunisko, Libye) ihned po výjimečné vrcholné schůzce Ligy arabských států. Dohodlo se ustavení komise pro vznik velkého arabského Maghrebu. V únoru 1989 byla v Marakeši podepsána dohoda o vzniku Svazu arabského Maghrebu.
Z odvážných záměrů na vznik společného trhu bylo uskutečněno pouze minimum. Jediným praktickým výsledkem činnosti svazu bylo uzavření některých dohod v oblasti obchodu se zemědělskými výrobky. Chabé výsledky pokusů o sjednocení kulturně velice jednolitého prostředí jsou dány zejména dlouhodobými spory mezi Marokem a Alžírskem ve věci postavení Západní Sahary.
V roce 2023 zůstává projekt jednotné měny v této oblasti technicky proveditelný, ale politicky neproveditelný..